# Темпериран строй
Темперираният строй или равномерна темперация е музикална система, при която интервалът 1 чиста октава е разделен на 12 еднакви полутона. Този строй е публикуван от Джовани Ланфранко през 1533 г.(Giovanni Maria Lanfranco, Scintille di musica, Brescia: Lodovico Britannico, 1533). Бащата на Галилео Галилей, Винченцо Галилей(1581 г.) е бил неин горещ привърженик. Равномерната темперация е теоретично представена в Германия в края на XVII век от Андреас Веркмайстер и Найдхард(погрешно сочени за нейни автори) и днес е най-често употребявания музикален строй. Освен равномерната темперация има много системи на неравномерна темперация. Понятието темпериран строй не означава само равномерна темперация. Точно казано, равномерната темперация е само една от многото темперации.